# Trióxido de xenônio
Trióxido de xenônio é um composto com a fórmula química XeO3, sólido, incolor, cristalino e extremamente explosivo. É um composto instável de xenônio em seu estado de oxidação +6. É um agente oxidante muito poderoso, e libera lentamente, quando dissolvido em água, gás oxigênio (e xenônio) acelerada pela exposição à luz solar. É perigosamente explosivo quando em contato com materiais orgânicos. Quando é detonado, libera gases xenônio e oxigênio. 
Ao ser aquecido ou sofrer impacto, XeO3 se decompõe explosivamente nos gases Xe e O2: 
2XeO3 --> 2Xe + 3O2
XeO3 é um óxido ácido, se dissolve em soluções alcalinas gerando sais contendo o íon xenato, HXeO4- (não se conhecem sais contendo o íon XeO4-2 totalmente desprotonado), as quais não são estáveis e sofrem desproporcionamento gerando perxenatos (XeO6-4, contendo Xe com nox +8) e gás xenônio. Contudo, ao se dissolver em água, o trióxido de xenônio não reage com ela, permanecendo como moléculas discretas ao invés de formar ácido xênico (H2XeO4). Essa solução é estável à temperatura ambiente e não tem as propriedades explosivas do trióxido de xenônio sólido. É capaz de oxidar ácidos carboxílicos quantitativamente para o dióxido de carbono e água. XeO3 exibe propriedades de composto deliquescente: quando exposto ao ar úmido, rapidamente absorve vapor de água do ar formando soluções concentradas, de forma similar ao hidróxido de sódio.